# Сфекодина хвостатая
Сфекодина хвостатая, или малый виноградный бражник (лат. Sphecodina caudata) — бабочка из семейства бражников (Sphingidae). Единственный представитель олиготипического реликтового рода в фауне России.

## Описание
Размах крыльев 62—67 мм. Передние крылья коричнево-лилового цвета, с тёмно-каштановым рисунком, образованным из поперечных перевязей, штрихов или размытых пятен. Внутреннее поле с косым штрихом у корня крыла между срединной ячейкой и задним краем, пересечено посредине слабо заметной линией, скошенной к основанию крыла; отграничено снаружи дуговидной перевязью. Срединное поле крыла с узким пятном в вершине срединной ячейки. Наружная перевязь слабо выражена, представлена широким штрихом у переднего края и серповидной дугой у нижнего края. Наружное поле с каштановым полулунным мазком у переднего края, узким косым штрихом такого же цвета чуть ниже середины и с лиловым клиновидным мазком у нижнего угла. Задние крылья с широкой выемкой по наружному краю и острым фигурным выступом в анальном углу. На большей части жёлтого цвета, с тёмными жилками, особенно заметными в наружной половине. Задние крылья окаймлены каштановой полосой вдоль наружного края. Брюшко массивное и короткое, у самца с широкой кисточкой длинных оранжевых чешуек на конце. У самки брюшко более крупное и массивное, без кисточки из оранжевых чешуек.

## Ареал
Центральный и восточный и южный Китай, Корейский полуостров, Корея, северный Таиланд. В России встречается на юге Приморского края; в 2000-х годах найден на юге Хабаровского края.

## Местообитания
В России встречается в зоне смешанных хвойно-широколиственных лесов, чернопихтово-широколиственные леса. Предпочитая осветленные участки — прогалины, поляны, опушки, открытые каменистые склоны, где произрастает кормовое растение гусениц — виноград амурский (Vitis amurensis).

## Время лёта
На территории России — лёт в конце мая — июне; редко — до первых чисел июля. На территории Китая время лёта отличается по мере приближения территории ареала к северным широтам — Гуандун: январь-март; июнь-июль, август — 2 поколения; Шаньдун: май; Чжэцзян: июнь. На юге ареала даёт два поколения за год.
Активны ранним утром, реже — в дневное время, преимущественно во второй половине дня. Отличаются очень быстрым стремительным полетом и способностью зависать над цветами, особо предпочтение отдавая кустам жимолости.

## Размножение

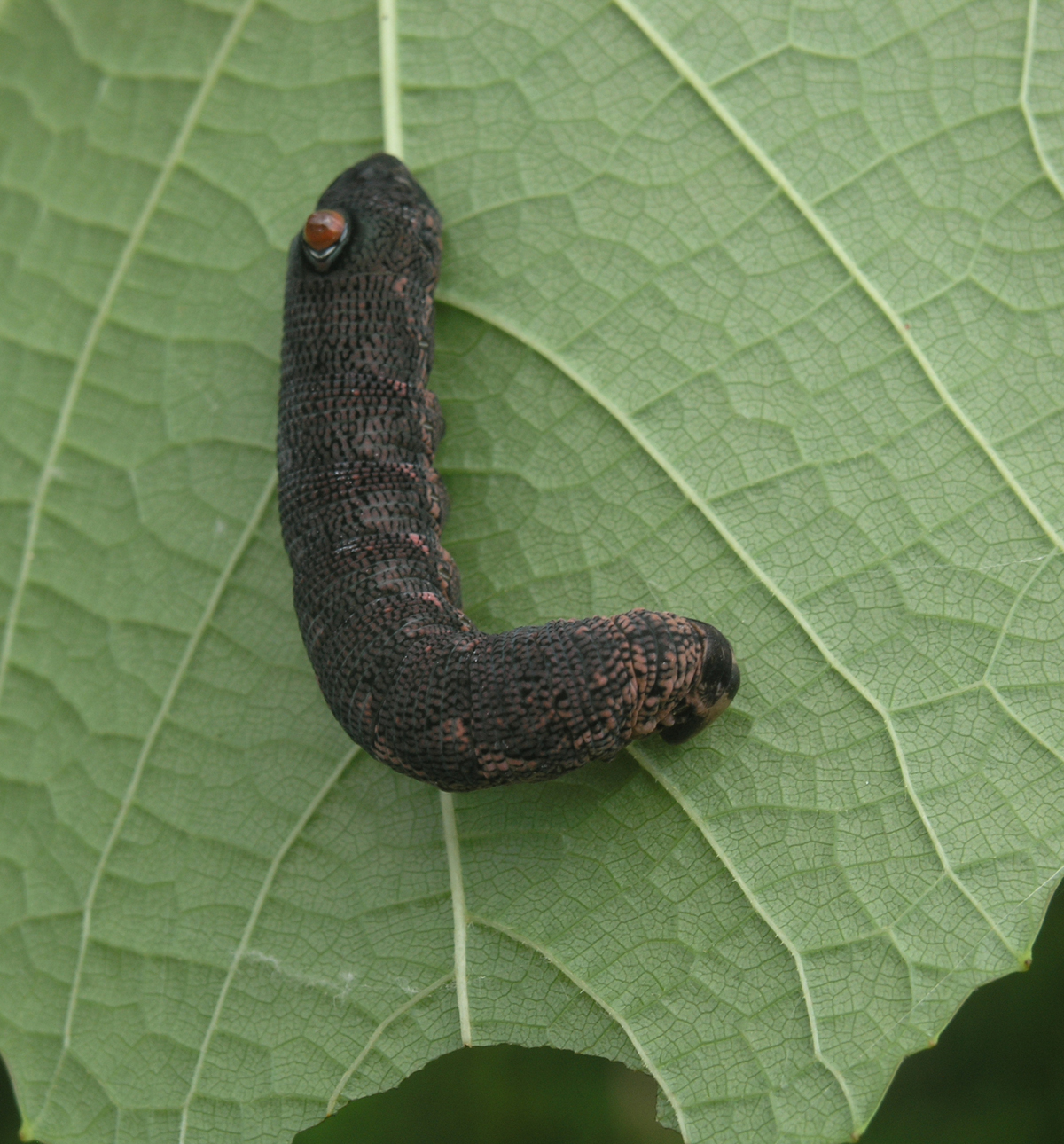

Самка откладывает до 80 яиц, размещая их кладками по 4—10 яиц на нижней стороне листьев кормового растения.
Кормовое растение гусениц на территории России — виноград амурский (Vitis amurensis). На территории Китая кормовым растением также является Девичий виноград триостренный (Parthenocissus tricuspidata).
На территории России гусеницы развиваются в июне-июле. Молодые гусеницы живут группами, позднее — переходят на одиночный образ жизни, обычно сидят на нижней стороне листьев. На территории России — окукливание во второй половине июля-августе в лесной подстилке, зимует куколка. Куколка коричневого цвета, длиной 43—50 мм.

## Численность
Численность специально не изучалась, по косвенным данным, довольно низкая. Долгие годы вид был известен лишь по единичным находкам из небольшого числа местообитаний, значительно удаленных друг от друга. В последние годы, по крайней мере на юге Хабаровского края, встречается регулярно; по данным инспекторов Большехехцирского заповедника вид стал довольно обычным.

## Замечания по охране
Занесен в Красную Книгу России (I категория — находящийся под угрозой исчезновения вид). Охраняется в заповедниках Кедровая падь, Уссурийский, Лазовский и Большехехцирский.